# SPDYA
SPDYA (англ. Speedy/RINGO cell cycle regulator family member A) – білок, який кодується однойменним геном, розташованим у людей на короткому плечі 2-ї хромосоми.  Довжина поліпептидного ланцюга білка становить 313 амінокислот, а молекулярна маса — 36 463.
| 10         |  | 20         |  | 30         |  | 40         |  | 50         |
| ---------- |  | ---------- |  | ---------- |  | ---------- |  | ---------- |
| MRHNQMCCET |  | PPTVTVYVKS |  | GSNRSHQPKK |  | PITLKRPICK |  | DNWQAFEKNT |
| HNNNKSKRPK |  | GPCLVIQRQD |  | MTAFFKLFDD |  | DLIQDFLWMD |  | CCCKIADKYL |
| LAMTFVYFKR |  | AKFTISEHTR |  | INFFIALYLA |  | NTVEEDEEET |  | KYEIFPWALG |
| KNWRKLFPNF |  | LKLRDQLWDR |  | IDYRAIVSRR |  | CCEEVMAIAP |  | THYIWQRERS |
| VHHSGAVRNY |  | NRDEVQLPRG |  | PSATPVDCSL |  | CGKKRRYVRL |  | GLSSSSSLSS |
| HTAGVTEKHS |  | QDSYNSLSMD |  | IIGDPSQAYT |  | GSEVVNDHQS |  | NKGKKTNFLK |
| KDKSMEWFTG |  | SEE        |  |            |  |            |  |            |

A: Аланін

C: Цистеїн

D: Аспарагінова кислота

E: Глутамінова кислота

F: Фенілаланін

G: Гліцин

H: Гістидин

I: Ізолейцин

K: Лізин

L: Лейцин

M: Метіонін

N: Аспарагін

P: Пролін

Q: Глутамін

R: Аргінін

S: Серин

T: Треонін

V: Валін

W: Триптофан

Кодований геном білок за функціями належить до білків розвитку, фосфопротеїнів. 
Задіяний у таких біологічних процесах як клітинний цикл, пошкодження ДНК, альтернативний сплайсинг. 
Локалізований у ядрі.